# Aleksandr Matjeret
Aleksandr Matjeret (russisk: Алекса́ндр Вениами́нович Мачере́т) (født 28. december 1896 i Baku i det Russiske Kejserrige, død 12. september 1979 i Moskva i Sovjetunionen) var en sovjetisk filminstruktør og manuskriptforfatter.

## Filmografi
- Tjastnaja zjizn Petra Vinogradova (Частная жизнь Петра Виноградова, 1934)
- Sumpsoldater (Болотные солдаты, 1938)[1]
- Ingeniør Cotjins fejl (Ошибка инженера Кочина, 1939)